# Я бачу
«Я бачу» — гра на вгадування, де один гравець (виглядувач/ка) вибирає об'єкт у полі зору та оголошує іншим гравцям: «Своїм маленьким оком я бачу щось, що починається на…», називаючи першу літеру об'єкта. Інші гравці намагаються вгадати цей об'єкт. У неї часто грають як у автомобільну гру.

## Правила
Одного гравця обирають виглядувачем/чкою, і він/вона мовчки вибирає об'єкт, видимий для всіх гравців. Він або вона не оголошує свій вибір, а натомість каже: «Своїм маленьким оком я бачу щось, що починається на…», називаючи літеру, з якої починається обраний об'єкт (наприклад, «Своїм маленьким оком я бачу щось, що починається на К», якщо обраний об'єкт — корова).
Інші гравці повинні вгадати вибраний предмет. Зазвичай гравці запитують безпосередньо про конкретні можливості («Це кішка?»). Як тільки вгадувач правильно визначив предмет, він стає шпигуном у наступному раунді, і гра починається знову. Якщо грають молодші діти, які не дуже добре вгадують, роль шпигуна можна передавати в установленому порядку.
Виглядувач/ка не може змінити об'єкт після його вибору. Гра спирається на довіру, оскільки виглядувач/ка — єдина людина, яка знає, чи правильні здогадки.

### Варіанти
У ситуаціях, коли гравці переїжджають з місця на місце під час гри, наприклад, під час автомобільної подорожі, гравці можуть домовитися, що будь-який обраний об'єкт повинен залишатися видимим, а не такий елемент, як певний дорожній знак, який буде видимим лише на кілька секунд на початку гри. Гравці також можуть домовитися про те, чи всі об'єкти будуть знаходитися зовні або всередині автомобіля.
Деякі версії гри дозволяють гравцям звузити пошук за допомогою запитань «так» або «ні», наприклад, «Це зліва від тебе?» або «Це тварина?». Виглядувач/ка також може пропонувати підказки, якщо гравці заходять у глухий кут, наприклад, кажучи «Гаряче», якщо здогадка близька, або «Холодно», якщо не близька.
Альтернативний варіант — замінити початкову літеру прикметника, такого як колір предмета (наприклад, «Своїм маленьким оком я бачу щось синє»), тоді як інший варіант — сказати «Своїм маленьким оком я бачу щось, що звучить як…». Деякі сайти, такі як «Про виховання дітей», описують літерну версію як варіант гри на основі кольорів. На цьому сайті традиційною версією є «Я щось бачу, і воно синє», а альтернативою — «Своїм маленьким оком я бачу щось…». Іншою альтернативою є наявність підказок, заснованих на формі об'єкта, тоді як ті, хто швидко мислить, можуть навмисно вибирати об'єкти, які можна побачити лише протягом обмеженого часу. Говкаст зазначає, що погляд на об'єкт під час оголошення його кольору є «мертвою точкою», тому цього слід уникати.
Інша варіація, яка заохочує розвиток мови, передбачає, що виглядувач/ка дає різні описові підказки, наприклад, описує годинник як «щось зроблене з металу та скла, що видає тихий звук».

## Мета

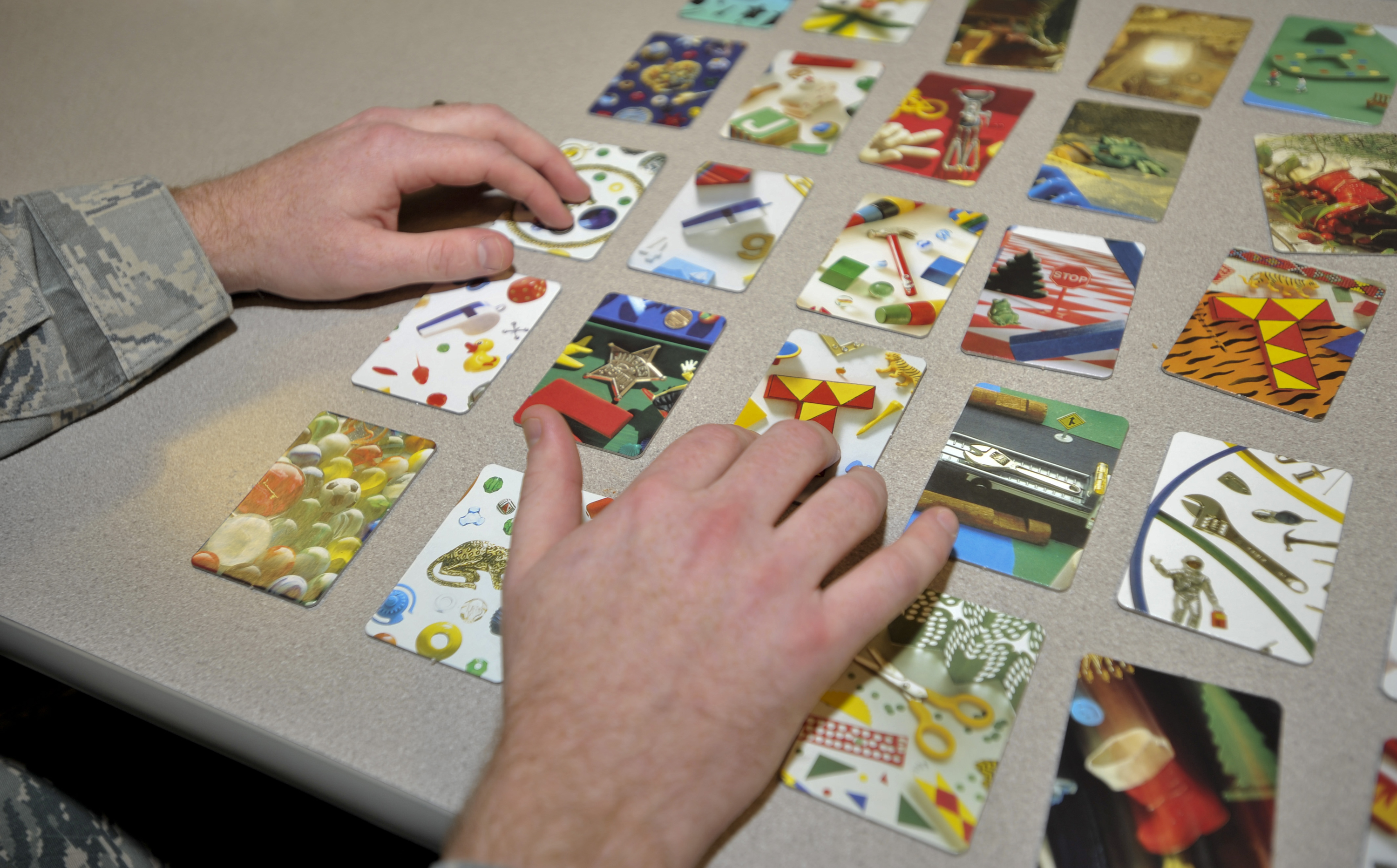
Пацієнт у клініці черепно-мозкових травм грає в гру «Я бачу» з фотографічними картками, щоб покращити когнітивні функції, які могли бути втрачені

У книзі «Про батьківство» зазначається: «Я бачу» — одна з перших ігор, у яку вчаться грати більшість дітей, і вона рекомендує гру для «лікарських кабінетів, ресторанів та інших місць, де іноді доводиться чекати з дітьми», але не рекомендується її використовувати в автомобілях, що рухаються. Гра «не потребує жодного обладнання та може бути проведена майже будь-де та з будь-якою кількістю людей», як з дорослими, так і з дітьми, хоча потрібно щонайменше 2 гравці. У гру «Я бачу» часто грають з маленькими дітьми, щоб уникнути нудьги під час довгих подорожей. Опитування, проведене британською страховою компанією Direct Line, показало, що 58 % сімей грали в гру «Я бачу», а 65 % опитаних батьків грали в неї під час подорожей у дитинстві. Мережа «Виховуємо дітей» рекомендує кольорову варіацію гри для дошкільнят та варіацію, що сприяє вивченню звуків, для дітей шкільного віку («Своїм маленьким оком я бачу щось, що починається на ф-ф-ф. Що ти думаєш про звук ф-ф-ф? Як ти думаєш, на що я дивлюся, що починається на цей звук?») Цікаво спробувати розкрити таємничий об'єкт. Гра дозволяє дітям практикувати свої усні/слухові навички.
Мері Томчик стверджує, що «Я бачу» — це розумна логічна гра, яка дозволяє дітям розв'язувати головоломки і дає їм можливість «поставити в глухий кут» маму чи тата. Вона каже, що діти «вчаться бути більш спостережливими до навколишнього світу, дізнаються про кольори, форми та текстури, а також використовують логіку та міркування, щоб робити висновки». Вона рекомендує її для дітей дошкільного та молодшого шкільного віку. Незважаючи на свою простоту і повторюваність, гра збагачує словниковий запас дитини, а також може слугувати відволікаючим фактором для нетерплячої дитини. Говкаст стверджує: «Це дозволить їм зайнятися практично будь-де». У гру можна грати майже в будь-якому середовищі, в приміщенні чи на вулиці, включаючи приміщення в дощовий день.

## Історія
Гра «Я бачу» вперше згадується на початку ХХ століття. Оксфордський словник англійської мови (ОЕД) визначає його, наводячи під словом «Spy» найдавнішу згадку в праці Розамонд Леманн 1946 року «Циганська дитина». У «Короткому посібнику з ігор для організованої гри» перелічено гру під назвою «Я спостерігаю» (вивідую), схожу на «Я бачу». Однак один етимологічний вебсайт повідомляє про попередню згадку в канадській публікації 1937 року. Концепція, ймовірно, походить від шпигунська манія що відбувалося під час і після Другої світової війни. У статті «Ігри для відпочинку в дорозі», опублікованій у 1985 році в журналі The Free Lance-Star, «Я спостерігаю» описується як варіант гри «Детектив», в якій гравець каже: «Я спостерігаю за чимось, колір _____. Чи можете ви здогадатися, що я спостерігаю?» Детектив передбачає, що гравець каже одній дитині, що він шукає певний об'єкт, і дає їй підказки, доки вона не вгадає, що саме. Після успіху дитина стає тим, хто дає підказки. У цю версію можна грати лише удвох.
Оксфордський словник англійської мови також записує «Я бачу» як варіант написання дитячої гри «Вивідувач», з посиланнями, що сягають 1777 року. Phrase Finder зазначає: «Цій грі на вгадування передувала інша дитяча гра під назвою I Spy (або Hy Spy), варіант того, що зараз називається хованки, яка була відома у Великій Британії з XVIII століття». У виданні журналу The Age 1931 року «Я бачу» (буквально «Око вивідувача») описується як динамічний варіант хованок. Інший варіант був представлений у Чиказькому інституті мистецтв у 1972 році, де діти слухали касету і дивилися слайди, які давали їм підказки до певних творів мистецтва. Одна дитяча книжка ХІХ століття має назву «Я спостерігаю своїм маленьким оком».

## Популярна культура
Існує багато ігор, заснованих на цій концепції, прикладами яких є серія книг-ігор I-Spy, у яких гравцям потрібно знайти предмети у грі «Де Воллі?» -схожий на сеттинг, та комп'ютерна гра в стилі «Я бачу».
Гра була названа на честь пісні iSpy, у якій брали участь американські репери Kyle та Lil Yachty, і в приспіві якої використовується цей текст.
Гра та її формулювання добре відомі в західній масовій культурі, наприклад, назва фільму жахів 2002 року «Моє маленьке око» використовує частину слів з гри.
Американський короткометражний фільм режисера Александра Небеля «Я бачу» має такий синопсис: «Сповнена уяви, Міа переконує нудьгуючого Інґо пограти в гру „Я бачу“. Гра все більше і більше розчиняє звичайну кухню в дико анімованій морській пригодницькій мрії про реальність».
2007 року за мотивами гри популярний дитячий музичний бренд The Wiggles випустив пісню I Spy. Пісня доступна на DVD та аудіо CD The Wiggles' Getting Strong (Wiggle and Learn).
Також є скетч «Джон Кліз про те, як дратувати людей», у якому два нудьгуючі пілоти авіакомпанії грають у гру «Я бачу» для розваги під час круїзного польоту.
Вираз «Я бачу своїм маленьким оком» використав співак Роббі Вільямс у своїй пісні Love Supreme.
У відеогрі Minecraft є ігрове досягнення під назвою Eye Spy. У відеогрі жахів Andy's Apple Farm також є міні-гра, де гравець проводить кілька раундів «Я бачу».
Полуничка намагається зіграти в гру під час одного з епізодів мультсеріалу «Полуничка: ягідка у великому місті», коли вона потрапляє в затор.